# Selejtező (album)
A Selejtező az Irigy Hónaljmirigy 1999-ben megjelent albuma. A Selejtező öt héten át vezette a Mahasz Top 40 lemezeladási listát, de az eladási számok alapján nem lett aranylemez. Ezen az album található az Irigy Hónaljmirigy legismertebb száma, a Village People Y.M.C.A. című dalára készült Mirigy-himnusz.

## Az album dalai
1. Mirigy himnusz
2. Kanbuli
3. Csóró a téren
4. Ettől megvadulok én
5. Vagy valaki?
6. Nup
7. Kiskamasz
8. Szerelemgomba
9. A szex majom ki?
10. Kék-e zene?
11. Se ilyet semmilyet
12. Beszól a digó
13. Mocizzunk már
14. Tojó
15. Vetkezz velem
16. A három királyok
17. Ez a blues kiről szól